# Шкинь (платформа)
Шкинь — остановочный пункт на Большом кольце Московской железной дороги в Коломенском городском округе Московской области. Относится к Московско-Курскому региону Московской железной дороги.

## Общие сведения
Участок Жилёво — Воскресенск Большого железнодорожного кольца введён в постоянную эксплуатацию в 1940 году. После электрификации в 1966 году данного участка БМО постоянным током напряжением 3 кВ и запуска электропоездов, на нём в последующие два года было сооружено несколько дополнительных остановочных пунктов в пешей доступности от расположенных возле железной дороги населённых пунктов. В их числе был и остановочный пункт вблизи села Шкинь, получивший такое же название. Село Шкинь впервые упоминается в 1461 году в духовной грамоте великого князя Василия Васильевича. В материалах Генерального межевания конца XVIII века для обозначения данного села использованы два разных, хотя и схожих, названия: Шкино в экономических примечаниях и Шкинь в алфавитном указателе дач. В списке 1862 года село именуется Шкинъ; во всех более поздних источниках — Шкинь. При этом то же село упоминается в одном из актов Симонова монастыря середины XV века как Щкинское. Предполагается, что в данном случае начальное «Щ» вместо «Ш» было результатом ошибочного написания или прочтения писарем названия в использовавшемся им источнике, так как более название с буквы «Щ» нигде не встречается. Точное происхождение топонима не установлено. По мнению Б. Б. Вагнера, Шкинь — искажённое Скинь и происходит от имени первопоселенца Скиня (Ксиня, Кстиня) — производного от православного имени Константин.
Первоначально платформа Шкинь располагалась на перегоне Мякинино — Непецино. После ликвидации в конце 1990-х годов путевого развития в Мякинине, Шкинь оказалась на перегоне Яганово — Непецино. Перегон двухпутный.
Остановочный пункт оснащён двумя низкими прямыми боковыми укороченными посадочными платформами длиной ≈50 метров каждая. Платформы разнесены на расстояние около 10 метров друг от друга. Платформа на Воскресенск — западная, на Яганово — восточная. Имеется электрическое освещение. Билетной кассы и каких-либо прочих построек и сооружений для пассажиров на остановочном пункте не имеется.
Село Шкинь расположено на расстоянии около 2 км к северу от остановочного пункта. В селе находится действующая православная Церковь Сошествия Святого Духа на Апостолов. Между селом Шкинь и Коломной регулярное курсирует автобус № 25. Непосредственно возле платформ к северу от железнодорожного полотна расположены служебные жилые постройки (будки) железнодорожников Каз. 41 км.
На расстоянии около 700 м к северо-западу от остановочного пункта в насыпи железной дороги сооружён туннель (прокол) по которому проходит грунтовая автодорога, соединяющая деревню Субботово и село Шкинь.

## Движение электропоездов
На платформе Шкинь имеют остановку все курсирующие на данном участке Большого кольца Московской железной дороги электропоезда. По состоянию на май 2023 года это: 2 пары электропоездов, курсирующих на линии Михнево — Яганово — Воскресенск — Куровская, и 1 пара электропоездов, курсирующих на линии Жилёво — Яганово — Воскресенск — Куровская. На платформе отсутствуют билетные кассы 
- Расписание пригородных поездов на Яндекс.Расписаниях
- Расписание пригородных поездов на tutu.ru

## Галерея

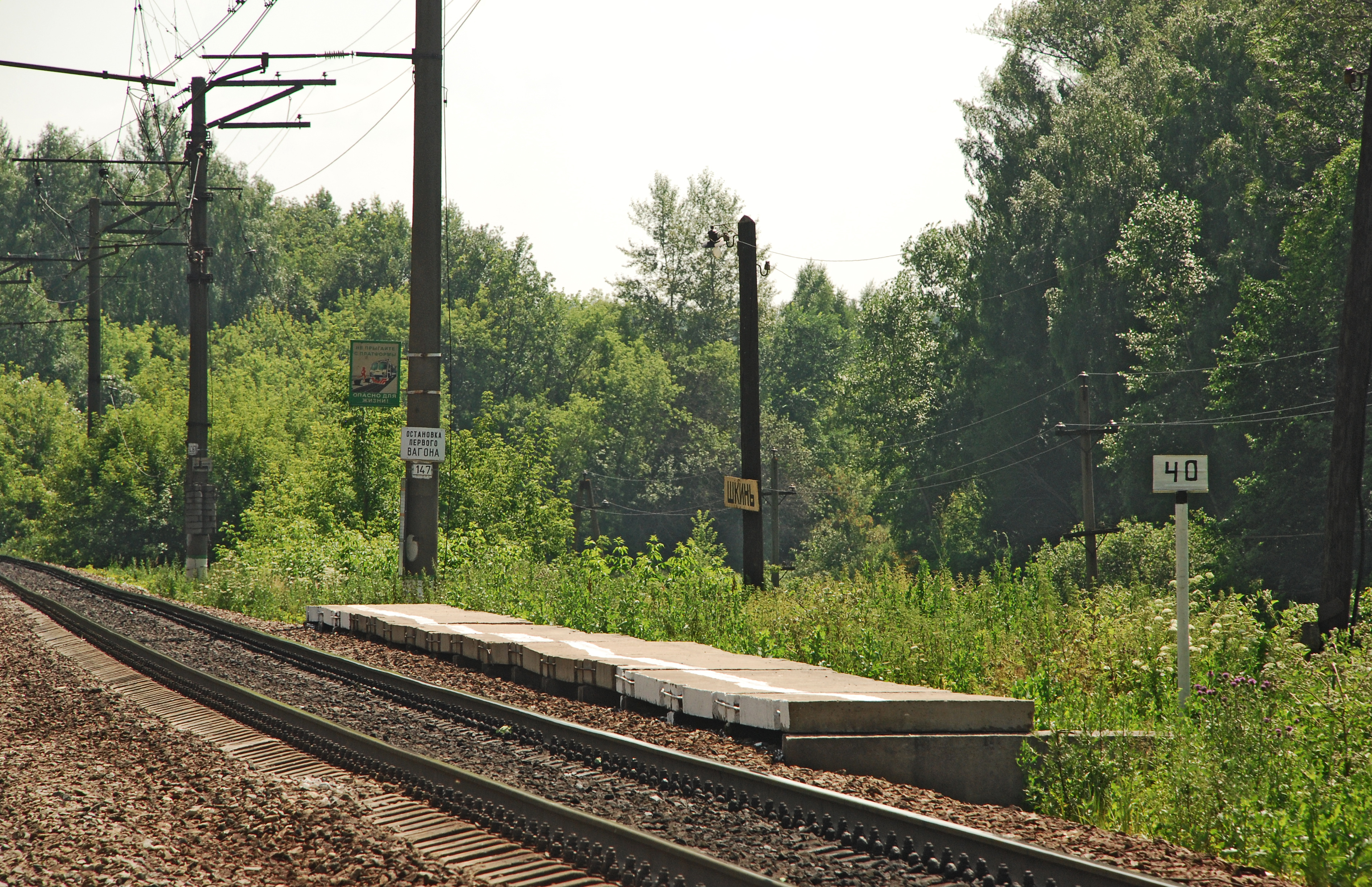
Платформа Шкинь (в сторону Непецино)
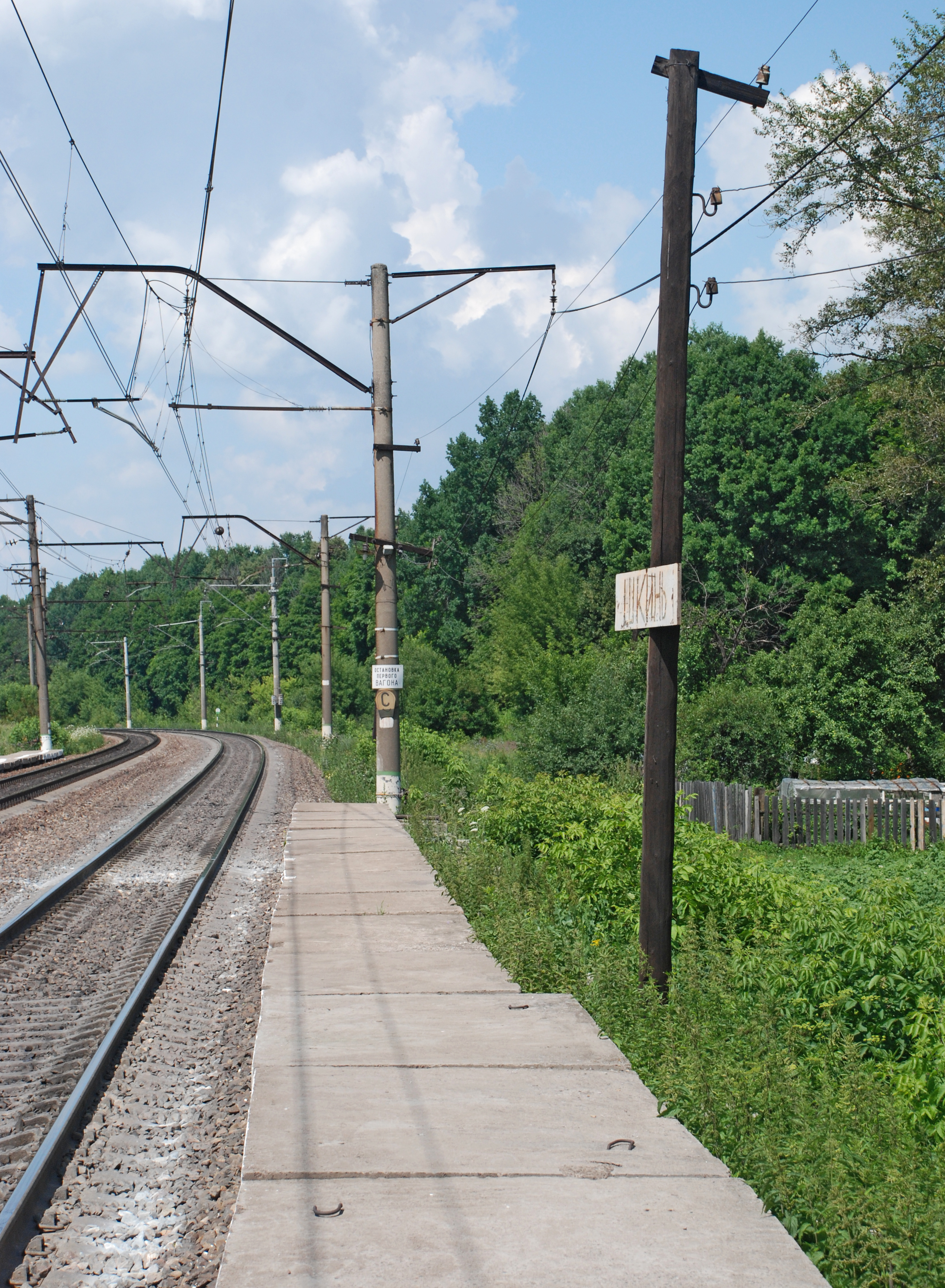
Платформа Шкинь (в сторону Яганово)
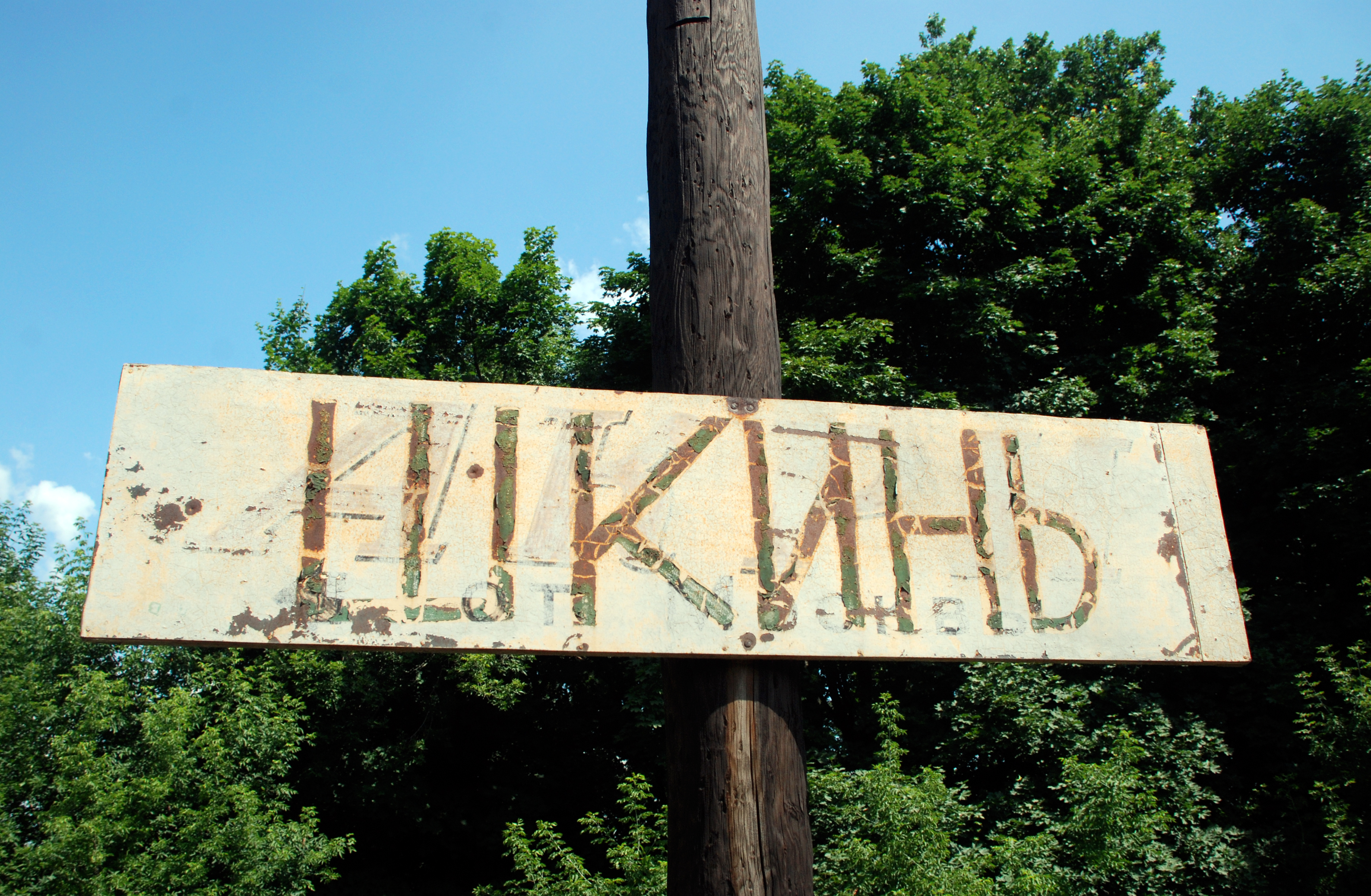
Табличка на платформе в сторону Яганово. Под слоем белой краски рельефно выделяется название предыдущего места её установки — платформы Акри. При этом на блок-посте 123 км Павелецкого направления аналогичным образом используется старая табличка с платформы Шкинь (фото)
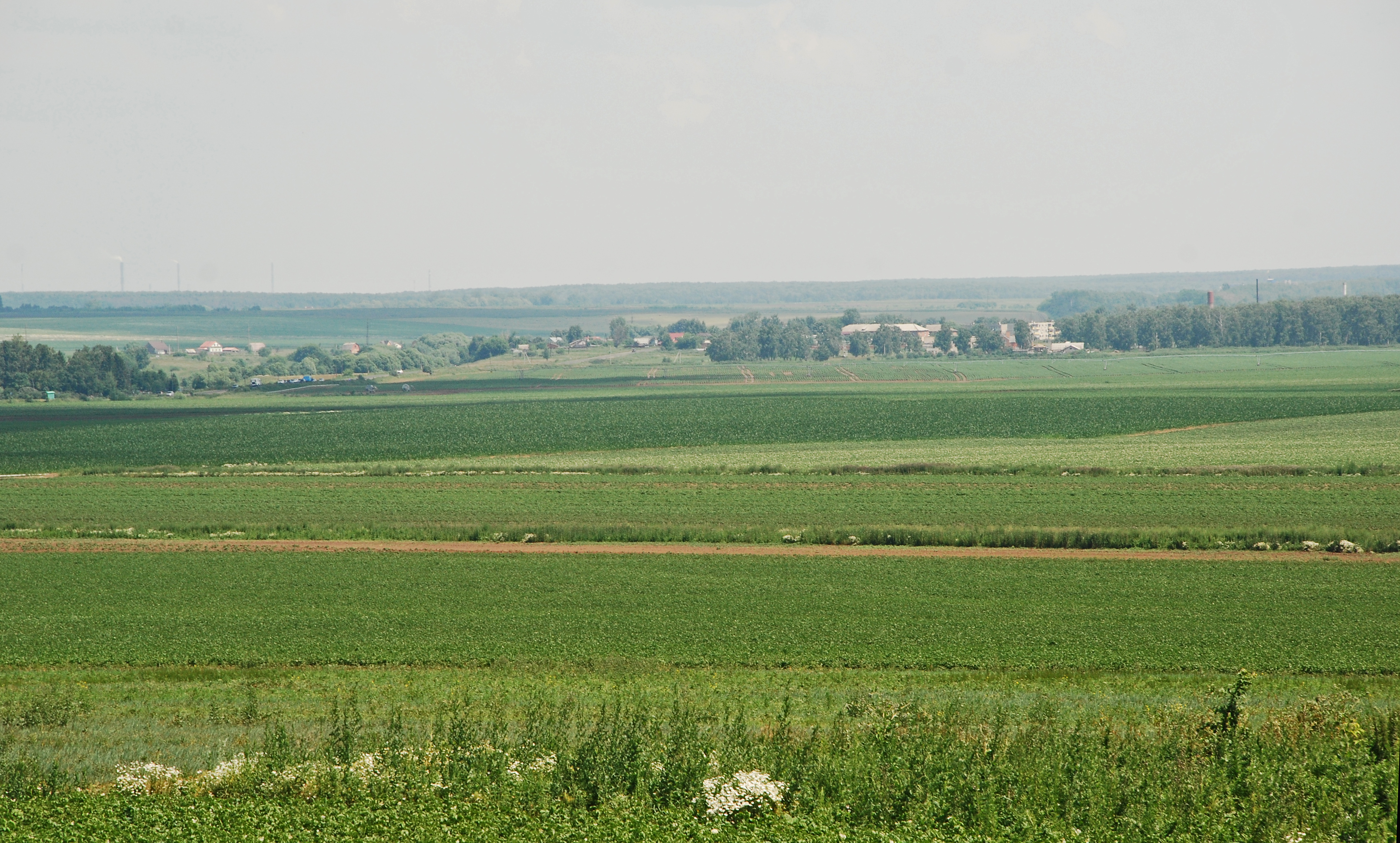
Вид на поле и село Шкинь с путей БМО